# Projector (personaggio)
Projector è un personaggio dei fumetti pubblicati dalla Marvel Comics, è un mutante membro degli Accoliti.

## Biografia del personaggio
Appena entrato tra le file del gruppo mutante, Zachary partecipa ad una missione nella Terra Selvaggia, dove ha modo di affrontare l'Alto Evoluzionario e Quicksilver per la conquista dell'isotopo E. La lotta si sposta dalla landa primordiale a New York, dove la battaglia viene ingrossata dalla comparsa degli Eroi in Vendita, Projector affronta Luke Cage e Quicksilver ma, quando l'isotopo potenzia i poteri del velocista mutante, è tra i primi a ritirarsi dalla lotta. Successivamente, le voci sulla presunta ricomparsa di Magneto portano gli Accoliti a scindersi in due gruppi, Zachary segue quello capitanato da Fabian Cortez in una missione di raccolta informazioni allo Xavier Institute. Scoperti, devono affrontare i padroni di casa, Projector difende il loro leader da Gambit ma, vistosi catturato, Cortez li abbandona, gli Accoliti allora si arrendono e chiedono asilo agli X-Men che però li scacciano. Trasferitosi a Genosha, dove combatte per la conquista di Carrion Cove, rimane coinvolto nell'attacco delle Sentinelle di Cassandra Nova senza riportare danni. In seguito, viene aggredito da Wolverine che necessita di informazioni sui Marauders, tra le cui file milita il vecchio capo degli Accoliti, Exodus.

## Poteri e abilità
Projector emette una sorta di energia solida che può modellare in varie forme, con effetti difensivi e offensivi.